# 涙 (森山直太朗の曲)
『涙』（なみだ）は、森山直太朗17枚目のシングル。2009年10月21日発売。発売元はユニバーサルミュージック。DVD付初回限定盤と通常盤の2形態で発売。

## 収録曲
作詞・作曲：森山直太朗/御徒町凧　編曲：西海孝（1）青柳誠（2）

### 初回限定盤CD
1. 涙
2. 涙 ～モノクロver.～

### 初回限定盤DVD
1. 涙 [MUSIC VIDEO]
2. 森山直太朗インタビュー実録

### 通常盤CD
全曲　作詞・作曲：森山直太朗/御徒町凧　編曲：西海孝
1. ベランダで虹を見た
2. ひとりごと
3. 涙